# Anderna-Saharaistiden
Anderna-Saharaistiden var den tredje kända istiden på Jorden. Denna nedisning inträffade för mellan 460 och 530 miljoner år sedan, och ledde till ett av de fem större massutdöendena i Jordens historia. Under Ordovicium låg tyngdpunkten av nedisningen i det område som nu upptas av Sahara, men försköts under Silur till områden som nu ligger i Sydamerika.